# 小島新一
小島 新一（おじま あらかず、1893年2月9日 - 1987年3月3日）は、日本の商工官僚、経営者。茨城県出身。

## 経歴
1918年に東京帝国大学経済学部経済学科を卒業し、同年に高文行政科に合格し、農商務省に入省。商工省で貿易局長や事務次官などを歴任。1941年に日本製鉄取締役に就任し、1945年には副社長に就任し、1946年に公職追放を受けて、辞任。1952年に八幡製鉄副社長として復帰し、1956年1月に社長に昇格した。社長在任時には、戸畑製鉄所や堺製鉄所の建設に尽力し、君津製鉄所への進出を決定し、業界の近代化を推進した。1962年5月に会長に就任し、1967年5月から相談役を務めた。
1970年から1974年までに日本銀行政策委員会委員を務め、日本鉄鋼連盟会長、経済団体連合会副会長、産業構造審議会会長なども歴任した。
1960年5月に藍綬褒章を受章し、1965年11月に勲一等瑞宝章を受章。
1987年3月30日肺炎のために死去。94歳没。